# 羅瑤
羅瑤（1982年8月23日—），藝名瑤瑤，台灣藝人，淡江大學教育科技系畢業。因為在主持人吳宗憲所開設的甜品店「糖朝」打工而被發掘，成為旗下「憲憲家族」成員。因活潑的個性與甜美的外表，使其很快在各大綜藝節目中出現。

## 作品

### 電視
- 台視《一見你就笑》綜藝演員

### 主持
- 華視《鬥陣俱樂部》
- 華視《天才向前衝》
- 華視教育文化頻道《甲上學園-國小自然》主持人（妙娃）
- 台視《歡樂一路發》
- 民視《綜藝大贏家大集合》
- 中視《我猜我猜我猜猜猜》
- 中天《全民大悶鍋》
- 中視《MIT台灣誌》

### 戲劇
- 客家電視台【菸田少年】～飾《秋菊》～後在公視重播
- 台視/三立都會台《王子變青蛙》（客串演出）
- 三立台灣台《幸福白馬里》飾《林嘉慧》
- 大愛《千江有水千江月》飾演:黃腰
- 大愛《戀戀情深》飾演:楊青柳
- 公視《我的這一班 (台灣電視劇)》飾演:羅玉瑤

## 外部連結
- 搶攻毛小孩市場！藝人羅瑤創業　砸500萬開寵物旅館 （页面存档备份，存于）